# Aleksandr Gorelik
Aleksandr Yudaevich Gorelik (em russo:  Александр Юдаевич Горелик; Moscou, RSFS da Rússia, 9 de agosto de 1945 – Moscou, Rússia, 27 de setembro de 2012) foi um patinador artístico russo, que competiu em provas de duplas representando a União Soviética. Ele conquistou uma medalha de prata olímpica em 1968 ao lado de Tatyana Zhuk, e três medalhas em campeonatos mundiais, sendo duas de prata e uma de bronze.

## Principais resultados

### Com Tatyana Zhuk
| Resultados                                            | Resultados        | Resultados       | Resultados       | Resultados    | Resultados    | Resultados    | Resultados    | Resultados    | Resultados    | Resultados    | Resultados    | Resultados    |
| Internacional                                         | Internacional     | Internacional    | Internacional    | Internacional | Internacional | Internacional | Internacional | Internacional | Internacional | Internacional | Internacional | Internacional |
| Evento/Temporada                                      | 1964– 1965        | 1965– 1966       |                  | 1967– 1968    |               |               |               |               |               |               |               |               |
| ----------------------------------------------------- | ----------------- | ---------------- | ---------------- | ------------- | ------------- | ------------- | ------------- | ------------- | ------------- | ------------- | ------------- | ------------- |
| Jogos Olímpicos                                       |                   |                  | Medalha de prata |               |               |               |               |               |               |               |               |               |
| Campeonato Mundial                                    | Medalha de bronze | Medalha de prata | Medalha de prata |               |               |               |               |               |               |               |               |               |
| Campeonato Europeu                                    | Medalha de bronze | Medalha de prata |                  |               |               |               |               |               |               |               |               |               |
| Nacional                                              |                   |                  |                  |               |               |               |               |               |               |               |               |               |
| Campeonato Soviético                                  |                   | Medalha de prata |                  |               |               |               |               |               |               |               |               |               |
|                                                       |                   |                  |                  |               |               |               |               |               |               |               |               |               |
| Legenda: Competição não foi disputada nesta temporada |                   |                  |                  |               |               |               |               |               |               |               |               |               |

### Com Tatiana Sharanova
| Campeonato Europeu | 7.º |